# پوکروفکا (شهرستان مناس)
پوکروفکا (به قرقیزی: Покровка، پوكروۋقا) یک منطقهٔ مسکونی در قرقیزستان است که در شهرستان مناس واقع شده‌است. پوکروفکا ۷٬۴۱۹ نفر جمعیت دارد و ۷۴۶ متر بالاتر از سطح دریا واقع شده‌است.